# Aroukh
Un ’Aroukh (hébreu : ערוך) est un type de dictionnaire hébraïque.

Le terme, dérivé de Job 32:14 (וְלֹא-עָרַךְ אֵלַי מִלִּין « Ce n'est pas vers moi qu'il a dirigé ses discours ») correspond à l'arabe ta'alif.

## Ouvrages intitulésAroukh
Le premier Aroukh mentionné dans la littérature hébraïque est celui de Ẓemaḥ ben Paltoï, Gaon (directeur de l'académie talmudique) de Poumbedita, rédigé dans le dernier quart du IXe siècle, bien qu'il ne soit pas certain que l'auteur l'ait intitulé ainsi. Il s'agit d'un lexique du langage du Talmud de Babylone, dont il ne reste que quelques citations d'auteurs ultérieurs,.
Le terme, concurrencé par celui d’Egron (« Collection ») introduit par Saadia Gaon, n'apparaît qu’au XIIe siècle, dans le dictionnaire d'hébreu biblique Maḥberet ha-'Aroukh (« Composition du Dictionnaire ») compilé par Salomon ibn Parhon d'Aragon. 
Cependant, l'ouvrage auquel il est généralement fait référence sous le titre de Aroukh est le grand dictionnaire talmudique composé par Nathan ben Yehiel de Rome, et achevé en 1101. Des condensations de cette somme ont été réalisées ultérieurement à l'usage de cercles de lecteurs plus étendus, avec explication en langage moderne des termes difficiles, sous le titre de Sefer ha 'Aroukh ha-Ḳaẓer (Livre abrégé de l'Aroukh). Elles ont été utilisées par Sebastian Münster, Johannes Reuchlin, et d'autres hébraïsants chrétiens.
Le terme Erekh millin a également été repris à son compte par Solomon Judah Loeb Rapoport. Toutefois, il ne s'agit pas d'un ouvrage lexicographique mais d'une encyclopédie sur le judaïsme demeurée inachevée, dont la première partie a été publiée à Prague en 1852.